# Ceratomia brontes
Ceratomia brontes är en fjärilsart som beskrevs av Walker 1856. Ceratomia brontes ingår i släktet Ceratomia och familjen svärmare. Inga underarter finns listade i Catalogue of Life.